# Geiselwind

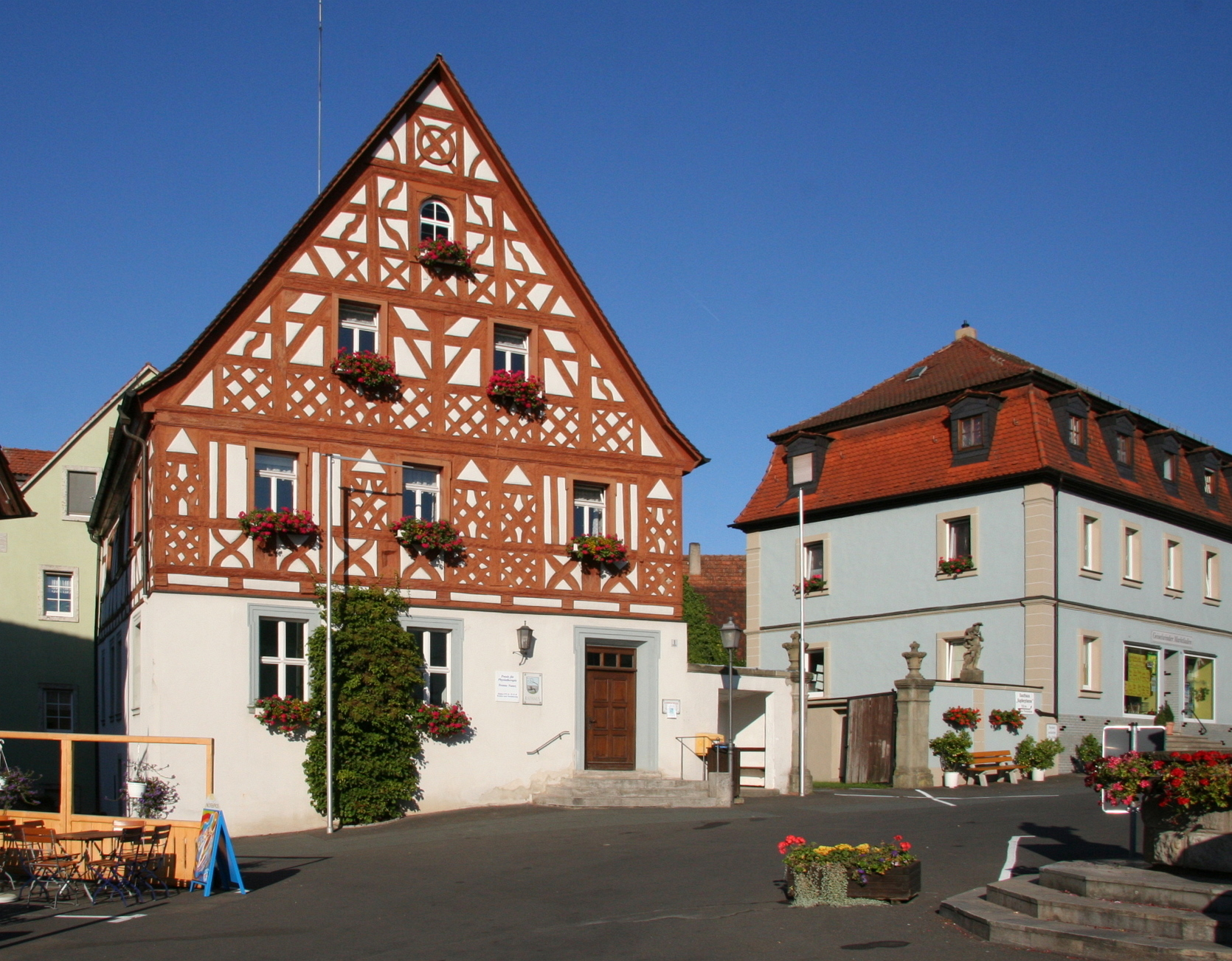
Geiselwind

Geiselwind este o comună-târg din districtul Kitzingen, regiunea administrativă Franconia Inferioară, landul Bavaria, Germania.